# Przylesie Dolne
Przylesie Dolne (deutsch Seiffersdorf b. Grottkau, 1931–1945: Niederseiffersdorf, auch Nieder-Seiffersdorf) ist ein Dorf in der Stadt- und Landgemeinde Grodków (Grottkau) in der Woiwodschaft Opole in Polen.

## Geographie
Das Angerdorf Przylesie Dolne liegt sechs Kilometer nordöstlich von Grodków, etwa 16 Kilometer südlich von Brzeg (Brieg) etwa 35 Kilometer westlich von Opole (Oppeln) in der Schlesische Tiefebene. Nördlich verläuft die Autobahn A4 und südöstlich die Bahnstrecke Nysa–Brzeg.
Nachbarorte von Przylesie Dolne sind im Südosten Lipowa (Deutsch Leippe), im Süden Wierzbnik (Herzogswalde), im Norden Jankowice Wielkie (Groß Jenkwitz) und im Osten Czeska Wieś (Böhmischdorf).

## Geschichte

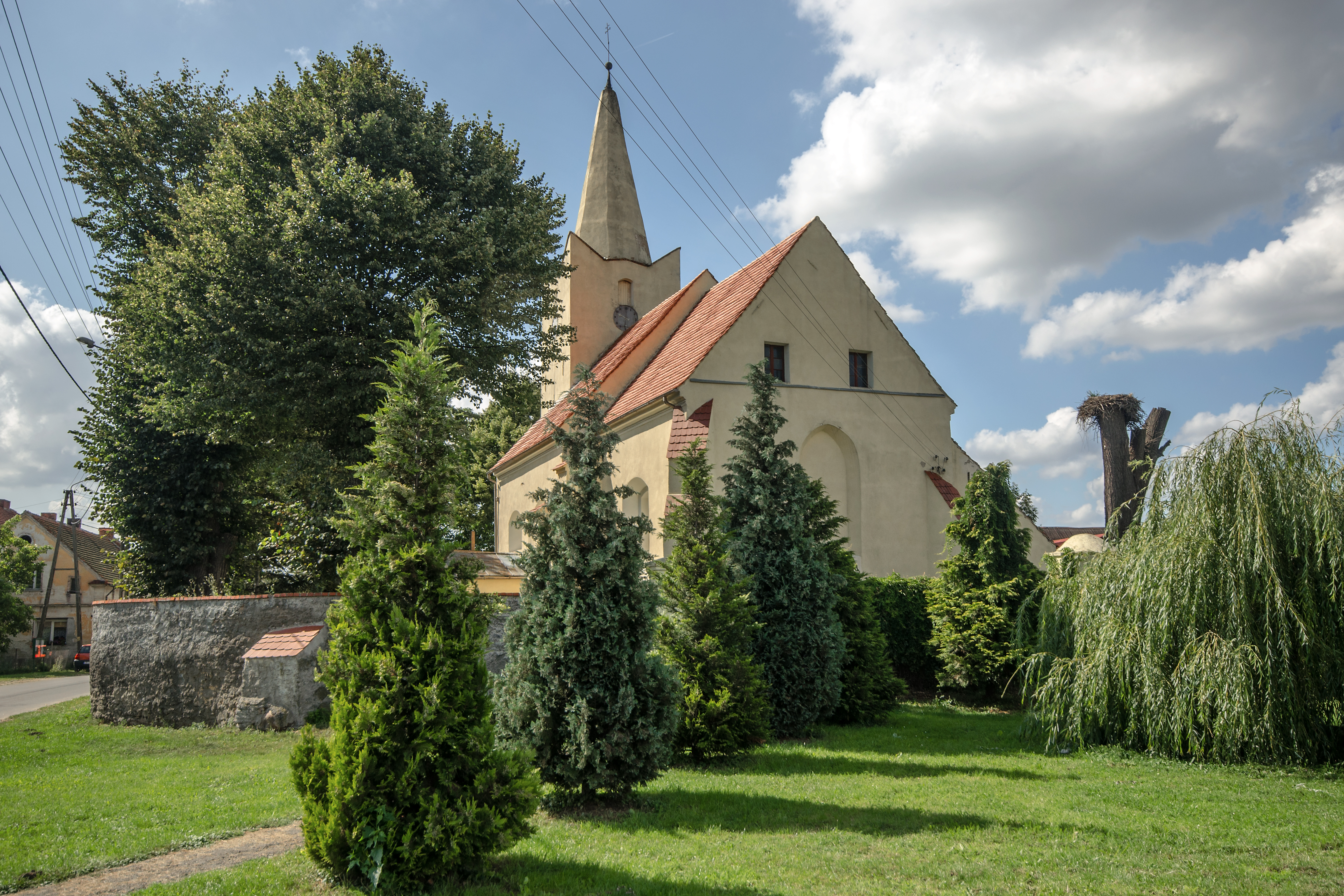
St.-Peter-und-Paul-Kirche

Seiffersdorf wurde erstmals 1303–04 im Zehntregister Liber fundationis episcopatus Vratislaviensis als „villa Syffridi“ erwähnt. Es gehörte zunächst zum Herzogtum Breslau und nach dessen Teilung 1311 zum Herzogtum Brieg. 1343 wurde „Syffridi villa“ von der Stadt Grottkau erworben, mit der es ein Jahr später an das bischöfliche Fürstentum Neisse (Bistumsland) gelangte, das seit 1342 ein Lehen der Krone Böhmen war. 1368 ist das Dorf mit der Schreibweise „Siffridsdorf“ belegt. Für das Jahr 1405 sind acht Hufen und fünf Gärtner belegt. An Abgaben wurde lediglich der bischöfliche Vierdung erhoben. Das Vorwerk gehörte 1579 de Kaspar Bischofsheim.
Nach dem Ersten Schlesischen Krieg 1742 fiel Seiffersdorf mit dem größten Teil des Fürstentums Neisse an Preußen. 1763 wurde eine Schule errichtet.
Nach der Neuorganisation der Provinz Schlesien gehörte die Landgemeinde Seiffersdorf ab 1816 zum Landkreis Grottkau, mit dem es bis 1945 verbunden blieb. 1845 bestanden im Dorf eine katholische Kirche, eine katholische Schule, ein Vorwerk und 81 weitere Häuser. Im gleichen Jahr lebten in Seiffersdorf 434 Menschen, davon 10 evangelisch. 1855 lebten in Seiffersdorf 635 Bewohner. 1865 bestanden im Ort 15 Bauern-, 20 Gärtner- und 21 Häuslerstellen. Die einklassige katholische Schule wurde im gleichen Jahr von 78 Schülern besucht. Seit 1874 gehörte Seiffersdorf zum Amtsbezirk Osseg, dem die Landgemeinden Deutsch Leippe, Osseg und Seiffersdorf b. Grottkau sowie die Gutsbezirke Deutsch Leippe (Lehen), Deutsch Leippe (Allodium), Osseg und Seiffersdorf b. Grottkau zugewiesen wurden. 1885 zählte Seiffersdorf 374 Einwohner. Am 23. September 1931 wurde die Landgemeinde Seiffersdorf in Niederseiffersdorf umbenannt. 1933 lebten in Seiffersdorf 512 Einwohner, 1939 waren es 446.
Als Folge des Zweiten Weltkriegs fiel Seiffersdorf 1945 wie der größte Teil Schlesiens an Polen. Nachfolgend wurde es in Przylesie Dolne umbenannt und der Woiwodschaft Schlesien angeschlossen. Die deutsche Bevölkerung wurde, soweit sie nicht vorher geflohen war, weitgehend vertrieben. Die neu angesiedelten Bewohner waren teilweise Zwangsumgesiedelte aus Ostpolen, das an die Sowjetunion gefallen war. 1950 wurde Przylesie Dolne der Woiwodschaft Opole zugewiesen.

## Sehenswürdigkeiten
- Die St.-Peter-und-Paul-Kirche (polnisch Kościół św. Piotra i Pawła) wurde in der zweiten Hälfte des 16. Jahrhunderts errichtet. 1713 und zu Beginn des 20. Jahrhunderts erfolgten Umbauten am Gebäude. Umgeben ist die Kirche von einer Steinmauer. Das Kirchengebäude steht seit 1964 unter Denkmalschutz.[6]